# Spökspelet
Spökspelet är ett bräd- och strategispel för två deltagare uppfunnet av Alex Randolph och utgivet av Milton Bradley 1982.